# Арсинойтериевые
Арсинойтериевые (лат. Arsinoitheriidae) — семейство вымерших млекопитающих из отряда эмбритоподов. Эти звери жили в эоцене — олигоцене Африки, Азии и Европы. Окаменелости арсинойтериевых в разные годы[какие?] находили в Юго-Восточной Европе, в том числе Crivadiatherium в Румынии, Hypsamasia и Palaeoamasia в Турции.

## Внешний вид и строение
Рост представителей крупнейшего вида до 2,1 м в холке. На носу у представителей рода арсинойтериев была пара очень крупных и массивных костяных рогов. Были ли такие рога у наматериев, науке неизвестно, поскольку ещё не найдена соответствующая часть их черепа.

## Образ жизни
Эти малоподвижные звери держались по болотистым местам. Строение зубов указывает на раннюю стадию приспособления к питанию жёсткой растительной пищей.

## Классификация
По данным сайта Fossilworks, на январь 2017 года в семейство включают 2 вымерших подсемейства и 5 вымерших родов:
- Род Namatherium Pickford et al., 2008 — Наматерии[2]
- Подсемейство Arsinoitheriinae Sen & Heintz, 1979
  - Род Arsinoitherium Beadnell, 1902 — Арсинойтерии
- Подсемейство Palaeoamasiinae Sen & Heintz, 1979
  - Род Crivadiatherium Radulesco et al., 1976
  - Род Hypsamasia Maas et al., 1998
  - Род Palaeoamasia Ozansoy, 1966